# Torregöl (Kristdala socken, Småland)
Torregöl är en sjö i Oskarshamns kommun i Småland och ingår i Viråns huvudavrinningsområde.